# Joaquim Antônio de Oliveira Seabra
Joaquim Antônio de Oliveira Seabra, segundo barão de Itapemirim (Campos dos Goytacazes, 1828 — Rio de Janeiro, 23 de novembro de 1888) foi um político e cafeicultor brasileiro.
Casou-se com Leocádia Seabra da Silva, filha do 1° barão de Itapemirim. Era fazendeiro e negociante de café. Foi vereador em Cachoeiro de Itapemirim (1867-1870) e também segundo vice-presidente na província do Rio de Janeiro.
Agraciado barão em 15 de maio de 1888.